# Slag bij Borodino
De Slag bij Borodino (Frans: Bataille de la Moskowa; Russisch: Бородинское сражение, Borodinskoje srazjenije) (7 september 1812) was wellicht de grootste eendaagse slag in de napoleontische oorlogen tijdens de veldtocht van Napoleon naar Rusland en de grootste ooit gevoerde slag tot dan toe. Er namen ongeveer 250.000 soldaten deel aan de slag.

## Achtergrond

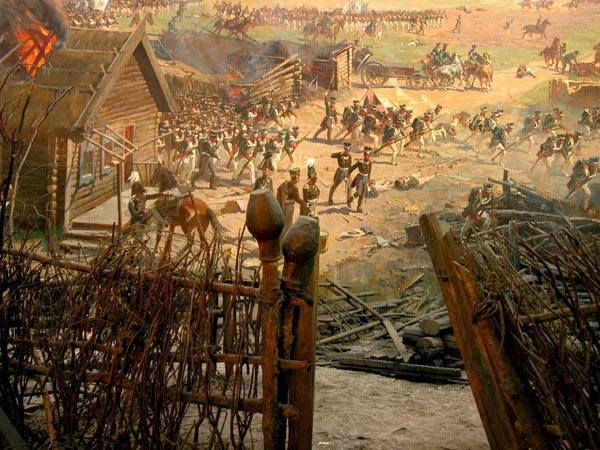
De slag bij Borodino

De slag werd gestreden bij het dorp Borodino, ten westen van Moskou. Napoleon stond met zijn Grande Armée tegenover de Russen van tsaar Alexander I onder generaal Michail Koetoezov. Koetoezov werd na vele onbesliste confrontaties tussen beide legers en na vele terugtrekkende troepenbewegingen gedwongen tot een slag in open veld bij Borodino. De slag eindigde in tactische zin onbeslist, maar de Russen trokken wel terug. Napoleons bevelen tijdens en na de slag duiden er ook op, dat ook hij zich voor een pyrrusoverwinning wilde behoeden. Op de dag van de slag had hij last van koorts en tijdens de slag zat hij op een voor zijn doen ver naar achteren geschoven commandopost. Ook kwam hij op de proppen met een bijzonder simplistisch gevechtsplan.
Napoleon was met zijn Franse Grande Armée Rusland binnen gevallen in juni 1812. Tsaar Alexander I kondigde een Vaderlandse Oorlog af. De Russische troepen, die zich bij de Pools-Russische grens hadden verzameld, trokken zich terug zonder echt slag te leveren, met het doel de Franse aanvoerlijnen onhoudbaar te maken. Hoewel deze tactiek van de verschroeide aarde redelijk succesvol was, werd zij naarmate de Fransen verder in Rusland kwamen steeds minder geaccepteerd door de bevolking en door de tsaar. Dit leidde ertoe dat de opperbevelhebber van de Russen, generaal Barclay de Tolly, werd vervangen door Mikhail Koetoezov, een teruggeroepen veteraan van de Turkse oorlogen en geliefd bij de Moskouse adel. Maar ook Koetoezov durfde niet meteen de vijand in een veldslag te confronteren. Pas op 125 kilometer ten westen van Moskou vond hij hiervoor geschikt terrein. Hij wierp hier verdedigingswerken op, rechts een grote artillerieredoute, de Rajevski-redoute onder bevel van Barclay, en links drie pijlvormige wallen, de Bagration-flèches, onder bevel van Pjotr Bagration.

## Legers
Vroegere schattingen over de grootte van het leger van Koetoezov hielden het op 112.000 man, maar later groeide dit aantal tot 125.000 man. Enkele historici (al dan niet met sympathieën voor Napoleon) geloven zelfs dat de cijfers nog hoger zouden zijn. De reden hiervoor is het al of niet meetellen van 30.000 man Russische militie uit Moskou (die zich tijdens de slag op meer dan 10 km afstand bevond), en van 10.000 irreguliere kozakken, waarvan het niet zeker is of ze deelnamen aan de slag. De Russen hadden een overwicht aan zeer degelijke kanonnen (640 tegenover 584 van de Fransen). Hier kwam nog bij dat ze redelijk sterke verdedigingswerken hadden opgeworpen. Koetoezov bezat dus een goede uitgangspositie.

## Slag
Toen Napoleon de Russische stellingen in kaart had gebracht, leek zijn befaamde tactische inzicht hem te hebben verlaten. Hij gaf orders voor een frontale aanval op de Russische verdedigingswerken. Deze simplistische tactiek wordt vaak toegeschreven aan zijn ziekte van dat moment. Omdat Napoleon die dag hoge koorts had, leidde maarschalk Ney het Grote Leger tegen de Russen, waarvoor hij later de titel van "Prins van Moskou" kreeg. Napoleon wilde het Russische leger in één dag beslissend verslaan. De Franse aanval was wel succesvol, maar er werd een hoge prijs voor betaald. Omdat de Russen hun troepen in de diepte hadden opgesteld, bevond er zich zo'n honderd passen achter elke linie een volgende. Dit betekende ongetwijfeld hun redding, want wanneer de Fransen door een linie heen braken, stonden ze voor een nieuwe muur van soldaten en slaagden ze er niet in een beslissende doorbraak te forceren. Het front strekte zich uit van de Rajevski-redoute, waar prins Eugène de Beauharnais deze redoute, met hulp van de cavalerie van Murat, veroverde, heroverd zag worden, en later weer veroverde. Aan de linkerflank werden de flèches meerdere keren aangevallen door de korpsen van Ney, Davout en Junot, eveneens begeleid door een deel van de cavalerie van Murat. Ook hier werden de verdedigingswerken meerdere keren veroverd en heroverd. Aan het einde van de dag waren alle flèches in handen van de Fransen. Ook de Rajevski-redoute was toen definitief veroverd door Eugène, zij het dat de redoute zijn functie had verloren, omdat aan beide kanten van de wal de lijken zo hoog lagen opgestapeld, dat hij niet meer zichtbaar was.

## Na de slag

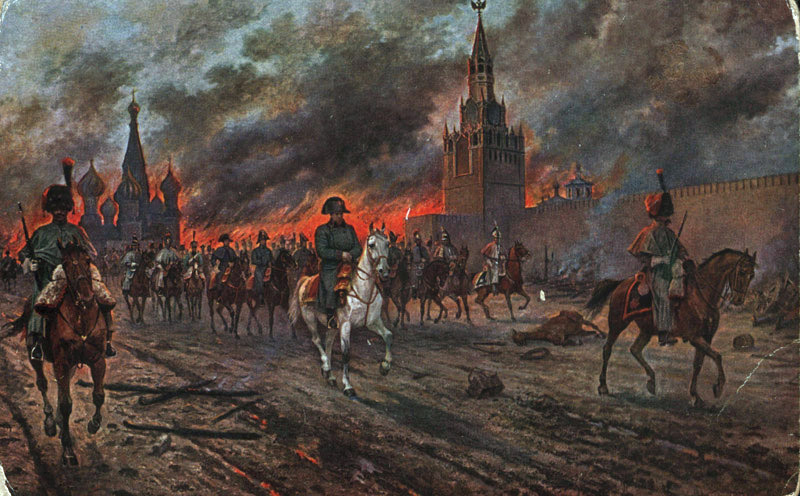
Napoleon trekt zich terug uit het brandende Moskou

Na afloop van het gevecht bezette Napoleon Moskou en eiste van tsaar Alexander I een vredesverdrag. Die reageerde echter niet. Moskou, dat grotendeels uit houten huizen bestond, werd evenwel in brand gezet door de eigen bevolking op bevel van de stadscommandant Rostoptsjin, terwijl de toegang tot de waterbronnen afgesneden werd. Er zat voor Napoleon niets anders op dan na een aantal weken verblijf in het uitgebrande Moskou eind oktober 'tactisch', maar veel te laat, uit te wijken naar de zwaar gehavende winterkwartieren Smolensk, Vilnius en later naar het Oost-Pruisische Koningsbergen, waar Franse reservetroepen aanwezig waren. De gevreesde Russische winter viel vroeger in dan normaal, waardoor men de terugtocht aanving in de meest ongunstige omstandigheden met extreem lage temperaturen door barre streken, zonder voorraden. Door de intense kou, de speldenprik-aanvallen van de kozakken, de Slag bij Malojaroslavets, 121 km ten zuidwesten van Moskou, en de grote verliezen bij de oversteek van de Berezina werd de Grande Armée gereduceerd tot een spookleger, dat zich pas ver achter de Poolse grens weer enigszins kon herstellen.

## Resultaten van de slag: statistische bespreking
Over de precieze aantallen slachtoffers van de slag lopen de schattingen ver uiteen. Sommige historici schatten de Franse verliezen op 28.000, waaronder 48 generaals. Anderen schatten de verliezen op 50.000. De Russen zouden volgens de schattingen tussen de 38.000 en 45.000 soldaten verloren hebben. De schade die de slag bij legers aanrichtte was echter nog hoger. Volgens de historicus Adam Zamoyski zouden de Russen, als de Fransen de dag na de slag nog eens hadden aangezet, nog maar 45.000 van de +/- 120.000 op de been kunnen brengen. De Franse verliezen wogen evenwel zwaarder door omdat deze zo ver van huis niet vervangen konden worden.
Het aantal slachtoffers van de Slag bij Borodino, zelfs bij de laagste schattingen rond de 67.000, was het hoogste ooit in de geschiedenis tot dan toe, en werd pas geëvenaard op de eerste dag van de Slag aan de Somme in 1916.

## Herdenkingspanorama
Franz Roubaud schilderde een breed panorama van de strijd om de honderdste verjaardag van Borodino, en het werd in 1962 geïnstalleerd op de Poklonnajaheuvel bij Moskou om de 150ste verjaardag van het evenement te herdenken.